# Assaria
Assaria è un comune (city) degli Stati Uniti d'America della contea di Saline nello Stato del Kansas. La popolazione era di 413 persone al censimento del 2010.

## Geografia fisica
Assaria è situata a 38°40′49″N 97°36′15″W (38.680374, -97.604029).
Secondo lo United States Census Bureau, ha un'area totale di 0.19 miglia quadrate (0.49 km²).

## Storia
Assaria è stata progettata nel 1879. Il primo ufficio postale ad Assaria è stato creato nel settembre 1879.

## Società

### Evoluzione demografica
Secondo il censimento del 2010, c'erano 413 persone.

### Etnie e minoranze straniere
Secondo il censimento del 2010, la composizione etnica della città era formata dal 98,3% di bianchi, lo 0,2% di nativi americani, e l'1,5% di due o più etnie. Ispanici o latinos di qualunque razza erano l'1,9% della popolazione.